# Josep Cuchy Arnau
Josep Cuchy Arnau (Arecibo, 1857 - Barcelona, 1925) fou un pintor i il·lustrador porto-riqueny. Pintà sobretot el gènere costumista i fou director de l'Enciclopèdia il·lustrada Seguí.
Es traslladà a Madrid amb la seva família i gràcies a una beca de la Direcció General d'Instrucció Pública començà els seus estudis a l'Escola de Belles Arts de San Fernando. Tingué com a professors Casto Plasencia, Emili Sala i Eugeni Oliva. Marxà a París per a continuar la seva formació i quan tornà a Espanya entrà al Círculo Artístico de Madrid.
El 1879 fundà el seminari Madrid Cómico i col·labora com a dibuixant en diferents publicacions. Participà en l'Exposició Universal de Barcelona (1888), en l'Exposició Universal de París (1900) on obtingué medalla d'or amb la pintura La verdad desnuda. El 1887 es va instal·lar a Barcelona i allà participà en diferents mostres d'art. Sobretot amb obres d'influència francesa i retrats.